# Batman/Lobo : Menace fatale
Batman/Lobo : Menace fatale est un comics américain de Batman réalisé par Sam Kieth.

## Synopsis
Lobo et Batman font équipe malgré eux pour combattre une étrange entité extraterrestre qui possède des femmes pour leur faire faire des actes impardonnables.

## Personnages
- Batman
- Lobo

## Éditions
- 2007 : Batman/Lobo : Menace fatale (Panini Comics, collection DC Icons) : première édition française